# Люблінський тролейбус

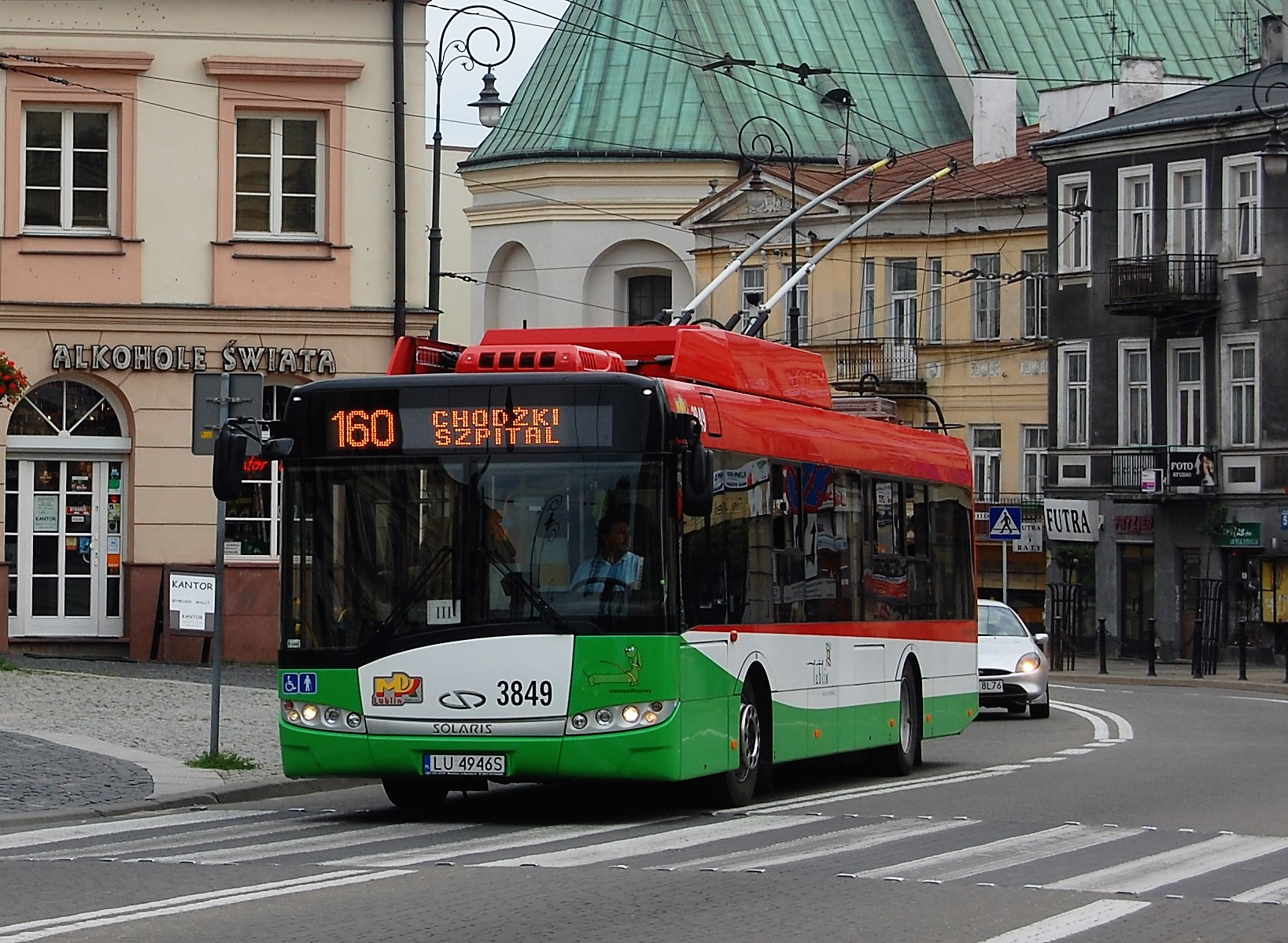
Тролейбус маршруту № 160 на площі Локетка

Тролейбуси в Любліні — Люблін має одну із трьох діючих тролейбусних систем у Польщі (також тролейбусний рух діє в Гдині і Тихах). Зараз райони Любліна з'єднують 13 тролейбусних маршрутів. Перевізником є ВАТ "Міське транспортне управління Любліна"

## Оплата проїзду
У тролейбусах діють єдині для всього міського транспорту Любліна квитки: квитки на одну поїздку, квитки на 30 і 60 хвилин, квитки на 2, 12 і 120 годин, а також місячні проїзні. У 2020 році вартість однієї поїздки становила 4  злотих 

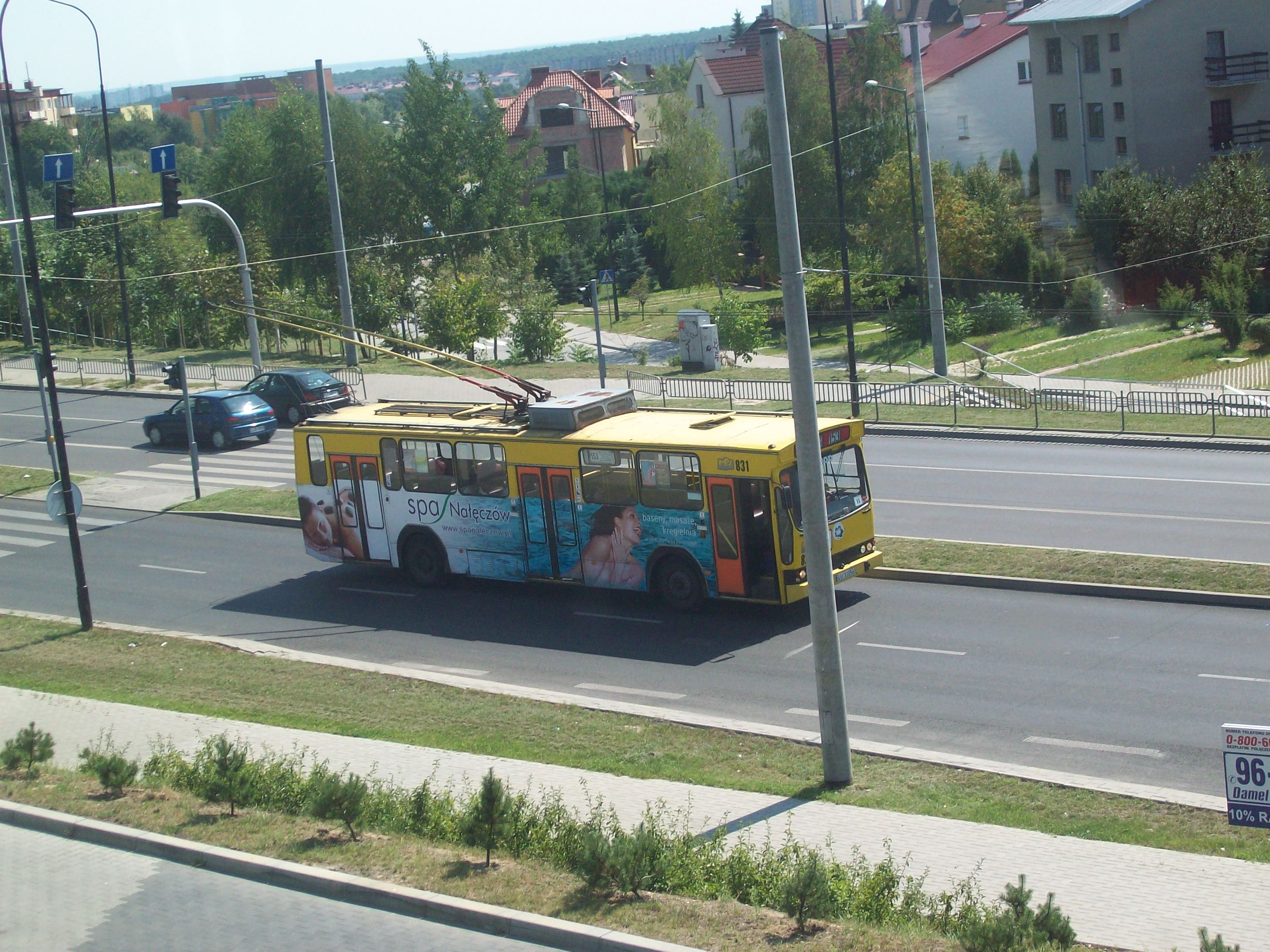
Jelcz PR110E на маршруті №153 на новій ділянці маршруту на вулиці В. Оркана

## Маршрути
Зараз в Любліні працює 8 постійних тролейбусних маршрутів і один тимчасовий; вони з'єднують центр міста з Абрамовіцем, ЛСМ, Майданеком, Венгліном, Машинною Фабрикою і головним відділенням ВАТ «Польські державні залізниці». Сьогодні діють такі маршрути: 

№ 150 Головне відділення ВАТ «ПГЖД» - Венглін

№ 151 Абрамовіц - Венглін

№ 152 Абрамовіц - Зана Леклерк

№ 153 Майданек - Венглін

№ 155 Мелговська ФС - Зана ЗУС

№ 156 Майданек - Ходько-госпіталь

№ 158 Майданек - Зана ЗУС

№ 160 Абрамовіц - Ходько-госпіталь

№ 161 Фелін — Р-н Поремба

№ 162 Р-н Поремба — Інженерська*

№ 950 Зана* (ЗУС) — Панцернякув*

### Туристичні маршрути
№ Т Краківська брама - Королівська * - Замойська * - Фабрична * - Дорога мучеників Майданека - Фабрична * - Замойська * - Королівська * - Любартовська * - Ходько - Любартовська * - Королівська * - Краківська брама

Маршрут обслуговується тролейбусом ЗіУ 9УП

### З'їздівські маршрути
№ 951

У цього маршруту є 4 варіанти.

 Варіант 1 Ходько-госпіталь - Рондо Кріводавцев

 Варіант 2 Мелговська ФС - Рондо Кріводавцев

 Варіант 3 Майданек - Рондо Кріводавцев

 Варіант 4 Абрамовіц - Рондо Кріводавцев

### Плани на майбутнє
Зараз в Любліні йдуть приготування до розширення довжини всіх маршрутів до 60 км (зараз - 26 км). Цей проект буде профінансований Польщею і Європейським союзом. Після 2015 року можна буде побачити тролейбуси на таких вулицях: Земборицька, Хоїни, Андерса, Іоанна Павла ІІ і Крохмальній.

## Розширення кількості тролейбусних маршрутів
Завдяки союзному фінансуванню в Любліні до 2015 постане ще 32 км загальної довжини нових маршрутів. В першу чергу збільшиться мережа від сьогоднішньої петлі на вулиці Куницького по вулиці Абрамовицькій до нової петлі на вулиці Повойовій (від pol. Powój - укр. Березка) і з петлі на Майданеку через вулицю Досвядчальну до нової петлі на Феліні. Маршрути з'являться на ділянках, де раніше тролейбуси не їздили, і буде розширення ще кількох існуючих маршрутів.

## Тролейбусний парк
Рухомий склад :
| Тип                   | Експлуатація з | Року створення тролейбусів | Сходинка для інвалідів | Кількість тролейбусів цього виду |
| --------------------- | -------------- | -------------------------- | ---------------------- | -------------------------------- |
| Jelcz 120МТ           | 1998           | 1998-2000 / 2005           | -                      | 8                                |
| Jelcz М121Е           | 2001/2011      | 2000/2011                  | +                      | 4                                |
| Jelcz PR110E          | 1988           | 1987-1992                  | -                      | 17                               |
| ЗиУ-9                 | 1976           | 1976-1986                  | -                      | 1                                |
| Соляріс Тролліно 12М  | 2007           | 2007                       | +                      | 3                                |
| Соляріс Тролліно 12АЦ | 2008           | 2008                       | +                      | 1                                |
| Соляріс Тролліно 12С  | 2011           | 2011-2012                  | +                      | 30                               |
| МАЗ-203Т              | 2010           | 2009                       | +                      | 1                                |

Всього тролейбусів в парку: 65

 З них зі сходинкою для інвалідів 39 (видів: 5)

 Відсоток від всіх зі сходинкою для інвалідів: 60

 Середній вік тролейбусів 9 років